# Marc Pubill
Marc Pubill Pagès (Terrassa, 20 de junho de 2003) é um futebolista espanhol que atua como lateral-direito. Atualmente, joga pelo Atlético de Madrid.

## Carreira
Nascido em Terrassa, em Barcelona, na Catalunha, Pubill representou o CE Manresa, Espanyol, Club Gimnàstic Manresa e Levante quando jovem. Em 13 de dezembro de 2020, ainda jovem, estreou-se na seleção principal com os reservas deste último, jogando os últimos 11 minutos de uma derrota em casa por 1 a 0 na Segunda División B contra o Hércules.
Pubill marcou seu primeiro gol pelo profissional em 17 de outubro de 2021, marcando o terceiro do B na vitória fora de casa por 3 a 0 sobre o mesmo adversário. No dia 3 de dezembro, renovou contrato com o clube até 2026.
Pubill fez sua estreia no time - e na La Liga - em 20 de dezembro de 2021, começando com uma derrota em casa por 4 a 3 contra o rival Valencia. Ele marcou seu primeiro gol profissional em 5 de fevereiro de 2023, marcando o primeiro gol na vitória fora de casa por 2 a 1 da Segunda Divisão sobre o Cartagena. Em 9 de agosto de 2023, Pubill assinou um contrato de seis anos com o Almería na primeira divisão.
Em 23 de julho de 2025, Pubill foi anunciado como novo reforço do Atlético de Madrid.

## Carreira internacional
Pubill representou a Espanha na categoria sub-19, recebendo sua primeira convocação para a seleção em outubro de 2021.

## Títulos
Espanha sub-23
- Jogos Olímpicos: 2024 (medalha de ouro)